# Jon Huertas
Jon Huertas, właśc. Jon William Scott Hofstedt (ur. 23 października 1976 w Nowym Jorku) – amerykański aktor, aktywny w branży filmowej począwszy od roku 1993. Występował w roli detektywa Javiera Esposito w serialu kryminalnym Castle.

## Filmografia

### Film
| Tytuł filmu                                                   | Oryginalny tytuł                             | Rok produkcji | Rola                  |
| ------------------------------------------------------------- | -------------------------------------------- | ------------- | --------------------- |
| Zwariowana rodzinka                                           | The Webbers                                  | 1993          | Alfons                |
| Krytyczna decyzja                                             | Executive Decision                           | 1996          | Terrorysta Sammy      |
| South Bureau Homicide                                         | South Bureau Homicide                        | 1996          | Oficer                |
| Miłość jest dla głupców                                       | Why Do Fools Fall in Love                    | 1998          | Joe Negroni           |
| Cold Hearts                                                   | Cold Hearts                                  | 1999          | Darius                |
| Niewidzialny myśliwiec                                        | Stealth Fighter                              | 1999          | Porucznik Brady Elias |
| Buddy Boy                                                     | Buddy Boy                                    | 1999          | Omar                  |
| Dar z nieba                                                   | Picking up the Pieces                        | 2000          | Paulo                 |
| Podwójne życie                                                | Auggie Rose                                  | 2000          | Sanitariusz           |
| Rodzinna tragedia - Historia Eliana Gonzalesa                 | A Family in Crisis: The Elian Gonzales Story | 2000          | Rafael                |
| Green Diggity Dog                                             | Green Diggity Dog                            | 2001          | Tim Porter            |
| Granica                                                       | Borderline                                   | 2002          | Ciro Ruiz             |
| Robak                                                         | Bug                                          | 2002          | Mitchell              |
| El Gusano                                                     | El Gusano                                    | 2003          | Dan                   |
| Induction                                                     | Induction                                    | 2005          | Rico Rodriguez        |
| Zagłada                                                       | Right at Your Door                           | 2006          | Rick                  |
| Hot Tamale                                                    | Hot Tamale                                   | 2006          | Alex                  |
| Mroczna fascynacja                                            | Mroczna fascynacja                           | 2006          | Javier                |
| Wyznawcy                                                      | Believers                                    | 2007          | Victor Hernandez      |
| The Insatiable                                                | The Insatiable                               | 2007          | Javier                |
| Making It Legal                                               | Making It Legal                              | 2008          | Mike Carlton          |
| Cel                                                           | The Objective                                | 2008          | Vincent Degetau       |
| The Other Side                                                | The Other Side                               | 2010          | Scorpio               |
| Cziłała z Beverly Hills 2                                     | Beverly Hills Chihuahua 2                    | 2011          | Alberto               |
| Lone                                                          | Lone                                         | 2011          | Jimmy                 |
| Uwięzieni                                                     | Stash House                                  | 2012          | Ray Jaffe             |
| Stupid Hype                                                   | Stupid Hype                                  | 2012          | Guru                  |
| Self Deportation Station with Mary Steenburgen & George Lopez |                                              | 2012          |                       |
| Miss Dial                                                     | Miss Dial                                    | 2013          | Alex                  |
| Sequestered                                                   | Sequestered                                  | 2014          | Cheney                |
| Altered Perception                                            | Altered Perception                           | 2014          | Andrew                |

### Serial
| Tytuł filmu                       | Oryginalny tytuł                                | Rok produkcji | Rola                     |
| --------------------------------- | ----------------------------------------------- | ------------- | ------------------------ |
| Beverly Hills, 90210              | Beverly Hills, 90210                            | 1995          | Peter Magnuson           |
| JAG                               | JAG                                             | 1997          | Sternik Cayugi           |
| Nash Bridges                      | Nash Bridges                                    | 1998          | Hustler                  |
| Moesha                            | Moesha                                          | 1998 - 1999   | Antonio                  |
| Undressed                         | Undressed                                       | 1999          | Evan                     |
| A życie kołem się toczy           | Time of Your Life                               | 1999          |                          |
| Sabrina, nastoletnia czarownica   | Sabrina, the Teenage Witch                      | 1999 - 2000   | Brad Alcerro             |
| Dotyk anioła                      | Touched by an Angel                             | 2000          | Warren                   |
| Nowojorscy gliniarze              | NYPD Blue                                       | 2002          | Juan                     |
| The Shield: Świat glin            | The Shield                                      | 2002 - 2003   |                          |
| Babski oddział                    | The Division                                    | 2004          | Juan                     |
| Jordan w akcji                    | Crossing Jordan                                 | 2004          | Manuel Rios              |
| Bez śladu                         | Without a Trace                                 | 2005          | Luis Alvarez             |
| CSI: Kryminalne zagadki Las Vegas | CSI: Crime Scene Investigation                  | 2005          | Psychiatra Leon Madera   |
| Dowody zbrodni                    | Gold Case                                       | 2005          | Carlos                   |
| Inwazja                           | Invasion                                        | 2006          | Strażnik                 |
| Skazany na śmierć                 | Prison Break                                    | 2007          | DeJesus                  |
| Generation Kill: Czas wojny       | Generation Kill                                 | 2008          | Sierżant Antonio Espera  |
| Terminator: Kroniki Sary Connor   | Terminator: The Sarah Connor Chronicles         | 2008          | Trevor                   |
| Agenci NCIS                       | Navy NCIS: Naval Criminal Investigative Service | 2008 - 2009   | Sierżant Jack Kale       |
| Gra pozorów                       | Dark Blue                                       | 2009          | Chavez                   |
| Castle                            | Castle                                          | 2009 - 2016   | Detektyw Javier Esposito |